# Lamssid
Lemsid (em árabe: لمسيد, Lamsīd) é um oásis, sede de comuna, localizado a sudeste de Laâyoune, na estrada para Smara. É caracterizado pela frescura do seu clima, água doce e palmeiras. Em 2014 tinha 572 habitantes. Administrativamente pertence a região de El Aiune-Saguia el Hamra, província de Bojador e círculo de Jraifia. A comuna foi criada em 1992.
Nota: A comuna pertence ao Saara Ocidental, um território onde a legitimidade da administração marroquina não é reconhecida por muitos países nem pela Organização das Nações Unidas.[carece de fontes?]

## História
Até 1976 pertenceu ao Saara espanhol. O ativista independentista saharaui e líder do Harakat Tahrir, Muhammad Bassiri, cresceu aqui na década de 1950. Foi uma das primeiras cidades a ser cercada pelo Muro Marroquino durante os combates entre a Frente Polisário e o Exército Marroquino após a invasão do Saara Ocidental em 1975. Em Outubro de 2010, milhares de saharauis fugiram de El Aaiun, Smara ou Bojador para os arredores de Lemseid (Gdeim Izik), formando um acampamento de milhares de "jaimas" (tendas saharauis) denominado "campo da dignidade", na maior mobilização desde a retirada espanhola. Protestaram contra a discriminação dos saharauis no trabalho e pela espoliação dos recursos naturais do Sahara Ocidental. Foram cercados pelo exército e pela polícia marroquina, que bloquearam o fornecimento de água, alimentos e medicamentos ao acampamento.